# Glycyphagoidea
Glycyphagoidea é uma superfamília de ácaros pertencente ao clade Astigmatina que engloba 7 famílias com cerca de 70 géneros e mais de 150 espécies.
1. ↑  taxonomy. «Taxonomy browser (Glycyphagoidea)». www.ncbi.nlm.nih.gov. Consultado em 28 de setembro de 2022